# GET BACK TOGETHER
『GET BACK TOGETHER』（ゲット・バック・トゥゲザー）は1994年11月21日にリリースされたBAADの2作目のアルバム。

## 内容
「抱きしめたいもう一度」以外は大田紳一郎（ギター・コーラス）による作曲。山田恭二在籍最後のアルバム。

## 収録曲
1. 抱きしめたいもう一度
2. 夢から醒めないで〜Keep it comin'〜
3. STRANGE WOMAN
4. LOST IN TWILIGHT
5. 孤独なHungry Soul
6. SADISTIC LOVE
7. GET BACK TOGETHER
8. はやく捨てちまえ
9. FREE
10. 君はマニュアル通りには動かない

作詞:山田恭二(1〜10)
作曲:川島だりあ(1)、大田紳一郎(2〜10)
編曲:明石昌夫(1〜10)

## 参加ミュージシャン
- 勝田かず樹(DIMENSION) - サックス
- 小野塚晃(DIMENSION) - オルガン
- 増田隆宣 - オルガン